# Marcel Eger
Marcel Eger (ur. 23 marca 1983 w Sachsen bei Ansbach) – były niemiecki piłkarz występujący na pozycji obrońcy. Jego ostatnim klubem był Brentford.

## Kariera
Eger jako junior grał w klubach 1. FC Sachsen, SpVgg Ansbach 09 oraz 1. FC Nürnberg. W 2004 roku odszedł do zespołu 1. SC Feucht z Regionalligi Süd. Spędził tam rok. W 2004 roku przeszedł do ekipy FC St. Pauli, grającej w Regionallidze Nord. W 2007 roku awansował z klubem do 2. Bundesligi. Zadebiutował w niej 10 sierpnia 2007 roku w przegranym 0:2 spotkaniu z 1. FC Köln. 14 września 2007 roku w wygranym 3:1 pojedynku z Kickers Offenbach strzelił pierwszego gola w 2. Bundeslidze. W 2010 roku awansował z zespołem do Bundesligi. W 2011 roku przeniósł się do Brentford. Po roku gry dla tego zespołu zakończył karierę.